# Edge City
Edge City ist in der Stadtplanung und Sozialgeographie eine Form der Suburbanisierung. Der Begriff wurde 1991 von Joel Garreau in seinem Buch Edge City: Life on the New Frontier geprägt. Mit der Bezeichnung werden große Außenstadtzentren beschrieben, die multifunktional sind, also über sämtliche Merkmale einer eigenständigen Stadt verfügen, so zum Beispiel über ein großes Angebot an Arbeitsplätzen, Einkaufs-, Freizeit- und Wohneinrichtungen.

## Definition und Entwicklung
Garreau definiert den Raum einer Edge City folgendermaßen: Über 450.000 m² (fünf Millionen Quadratfuß) Bürofläche, mehr als 55.000 m² (0,6 Millionen Quadratfuß) Einzelhandelsfläche. Er dient primär als Arbeitsstätte für Berufspendler, weniger als Wohnraum, so dass es zu einem sogenannten Pendlerüberschuss kommt. Ganz wesentlich für die Definition einer Edge City ist nach Garreau zudem die Funktionstransformation des Raums in einer bestimmten Zeit. Danach war der durch die Edge City beanspruchte Raum ca. 30 bis 40 Jahre z. B. landwirtschaftliche Nutzfläche.
Diese Entwicklung kann dazu führen, dass in einer Edge City eine größere Bürofläche vorhanden ist als im Stadtzentrum der eigentlichen Stadt. Ein Beispiel dafür ist Southfield bei Detroit mit einer Bürofläche von rund sieben Millionen m². Damit weist Southfield eine größere Bürofläche als der Central Business District (CBD) von Detroit auf.
Edge Citys stellen eine Art finales Produkt der Stadtflucht dar. Dieser kann für die eigentlichen Stadtzentren zu erheblichen Nachteilen wie zum Beispiel einem großen Leerstand an Gewerbeflächen oder dem „Aussterben“ der Innenstädte führen.
Als Gründe für die Entwicklung führte Garreau an, dass mit der Suburbanisierung der 1950er und 1960er Jahre zunächst nur Wohnbauten in den Vorstädten angesiedelt wurden. Arbeitsplätze und Einzelhandel blieben in den Innenstädten. Mit der Krise der amerikanischen Innenstädte in den 1980er und 1990er Jahren, als die Stadtkerne verfielen und der Aufstieg der Dienstleistungsberufe wirksam wurde, zogen auch die Arbeitsplätze in die Vororte. Mit dem erheblich zunehmendem Eintritt von Frauen in die Erwerbsarbeit und der Verbreitung des Pkw als überwiegendes Verkehrsmittel wurden vor allem Abstellplätze für die Autos gebraucht, die in den Innenstädten nicht verfügbar waren.

## Rezeption
Garreau war zum Zeitpunkt der Veröffentlichung des Buches Wirtschaftsredakteur der Washington Post. Er schrieb das Buch nach eigenen Angaben aus Verwunderung darüber, dass Immobilienentwickler im großen Stil Bürogebäude und Einzelhandelsflächen in Kleinstädten errichteten, die bis zu 50 km von den Metropolen entfernt lagen. Diese Entwicklung hält er für verhängnisvoll für die Innenstädte der Metropolen, die an Wirtschaftskraft verloren, und für die Kleinstädte, deren Charakter sich dadurch verändern würde. Das Buch war ein Erfolg, es verbreitete sich und den titelgebenden Begriff weit über den Kreis der Stadtplanung und Kommunalpolitik hinaus in die breite Öffentlichkeit.
Das Buch und die Definition der Edge City werden kritisiert, weil der Autor die Prozesse und Gründe der Suburbanisierung nicht ausreichend verstanden habe. Schon bei der Veröffentlichung wurde angeführt, dass Garreau die politischen Faktoren nicht berücksichtigen würde, die massiv zur Suburbanisierung des Wohnraums und anschließend auch der Arbeitsplätze beigetragen haben. Der politische Wille zur Suburbanisierung zeige sich nach Auffassung der Kritiker an der Subventionierung des Pkw, an Flächennutzungsplänen, die öffentliche Verkehrsmittel wie Straßenbahnen unmöglich machten und besondere öffentliche Finanzierungsangebote für Einfamilienhäuser, die sich praktisch nur an Weiße der Mittelschicht richteten und zu sogenanntem Redlining führten.
2003 schrieb der Urbanistik-Professor Robert E. Lang mit Edgeless Cities eine Antwort auf Garreaus Buch. Er führte an, dass Garreau die Entwicklung falsch beschrieben habe. Nicht die großen Geschäftsviertel in ausgewählten Städten seien die entscheidende Veränderung gewesen, sondern kleine Unterzentren mit 90.000 m² Nutzfläche würden den größten Teil der Neubauten seit den 1980er Jahren ausmachen. Diese wären zudem nicht in einigen wenigen Kleinstädten konzentriert, sondern entstünden an jeder Autobahnausfahrt, in jeder Siedlung und auch abseits bisheriger Ortschaften. Daher sei die Definition Garreaus zweifelhaft und könne die Entwicklung nicht beschreiben.
2018 beschrieb auch Garreau, dass die Entwicklung vorangeschritten und die Edge City nicht mehr das Modell der Zukunft sei. Durch die Digitalisierung und Virtualisierung könnten Menschen zunehmend „von überall“ arbeiten und würden daher an Orte ziehen, an denen sie vorher nur Urlaub gemacht hätten. Dies wären kleinere und mittlere Städte mit Kulturangebot und sozialem Engagement. Als Beispiel nennt er Santa Fe. Insbesondere glaube er nicht an einen Wiederaufstieg der Innenstädte – ausgenommen einiger weniger Metropolen an den amerikanischen Küsten, die nicht typisch für das gesamte Land seien. In der Fläche würde weiterhin die Vorstadt das attraktive Modell darstellen.
Aber auch diese Darstellung stößt auf Kritik bei Stadtplanern. Der große Trend wäre Verdichtung, insbesondere in Vierteln mit öffentlichen Verkehrsmitteln. Zentren der Entwicklung seien nicht nur die Innenstädte, sondern vor allem Subzentren, darunter auch ehemalige Suburbs, die ausgehend von Knotenpunkten des öffentlichen Nahverkehrs eine Umwidmung von Flächen erfahren. Einzelhandel und Büros entstünden in fußläufiger Entfernung von aufgewerteten Wohngebieten.
Eine vermittelnde Position sieht das Konzept der Edge City als nützlich an, um bestimmte Entwicklungen und Städte zu beschreiben, lehnt aber seine Anwendung auf Vorstädte allgemein ab. Als Beispiel für eine tatsächliche Edge City wird King of Prussia in Pennsylvania angeführt. Dort fand und findet eine Verdichtung statt, die massiv Arbeitsplätze aus dem knapp 20 km entfernten Philadelphia abzieht.